# Jan Scherff (starosta)
Jan Marian Leopold Scherff (ur. 16 lipca 1891 w Dolinie, zm. 17 listopada 1974) – polski urzędnik samorządowy II Rzeczypospolitej.

## Życiorys
Jan Marian Leopold Scherff urodził się 16 lipca 1891 w Dolinie. Był synem Jana (c. k. urzędnik sądowy, prokurator) i Sabiny z domu Warywoda.
W 1909 zdał egzamin dojrzałości w C. K. Gimnazjum Męskim w Sanoku (w jego klasie byli m.in. Karol Friser, Jakub Mikoś, Władysław Owoc, Stanisław Sinkowski, Zygmunt Wrześniowski, Karol Zaleski). Podczas nauki w Sanoku zamieszkiwał z ojcem przy ul. Tadeusza Kościuszki. W 1915 ukończył studia prawnicze na Wydziale Prawa Uniwersytetu Jagiellońskiego, uzyskując tytuł magistra.
Po odzyskaniu przez Polskę niepodległości i nastaniu II Rzeczypospolitej wstąpił do służby państwowej ok. 1919/1920. W 1923 był urzędnikiem powiatu samborskiego. Pod koniec 1925 w randze referendarza został przeniesiony z Sambora do Lwowa. W 1929 jako referendarz w VII stopniu służby został przeniesiony z Urzędu Wojewódzkiego we Lwowie do starostwa powiatowego w Rudkach na stanowisko zastępcy starosty. Z tego stanowiska 29 lutego 1932 jako referendarz został przeniesiony z powrotem do Urzędu Wojewódzkiego we Lwowie. W drugiej połowie lat 30. pełnił funkcję wicestarosty powiatu sokalskiego. W Sokalu był prezesem obwodu Ligi Obrony Powietrznej i Przeciwgazowej. Ze stanowiska wicestarosty sokalskiego we wrześniu 1937 został mianowany kierownikiem starostwa powiatu kolbuszowskiego. Następnie sprawował stanowisko starosty powiatu kolbuszowskiego od 1938 do 1939. W tym czasie został przewodniczącym zarządu Powiatowego Komitetu Pomocy Dzieciom i Młodzieży, był prezesem miejscowego oddziału Ligi Obrony Powietrznej i Przeciwgazowej, prezesem zarządu okręgowego Ochotniczej Straży Pożarnej. Był członkiem zarządów Towarzystwa Przyjaciół Związku Strzeleckiego, Ligi Morskiej i Kolonialnej.
Po wybuchu II wojny światowej przedostał się przez San na wschód. Po agresji ZSRR na Polskę z 17 września 1939 został wywieziony w głąb Związku Radzieckiego. Na tereny polskie powrócił wraz z Ludowym Wojskiem Polskim.
W 1958 zamieszkiwał w Szczecinie. Był żonaty, miał syna Jerzego. Zmarł 17 listopada 1974. Został pochowany na Cmentarzu Bronowickim w Krakowie (kwatera XI-5-7). Nieopodal na tej nekropolii została pochowana Maria Scherff, zmarła 22 sierpnia 1974.
Od 1919 był żonaty z Marią z domu Zielonka.

## Ordery i odznaczenia
- Złoty Krzyż Zasługi (1938)[30]
- Srebrny Krzyż Zasługi (30 kwietnia 1937)[31][18][4]
- Medal Dziesięciolecia Odzyskanej Niepodległości[4]
- Medal za Długoletnią Służbę[4]
- Złota Odznaka Honorowa Ligi Obrony Powietrznej i Przeciwgazowej I stopnia[32]